# Campeonato de Fútbol del Guayas 1961
El Campeonato de Guayaquil de Fútbol de 1961 o más conocido como la Copa de Guayaquil 1961 fue la 11ª edición de los campeonatos semiprofesionales del Guayas, dicho torneo fue organizado por la Asoguayas, además este torneo sirvió como clasificatorio para el Campeonato Ecuatoriano de Fútbol 1961, en este torneo se jugó con la participación de 8 equipos de los cuales en esta temporada se dio la cantidad de anotaciones de 199 goles siendo esta la segunda mayor cantidad de goles anotados en un solo torneo desde el Campeonato de Fútbol del Guayas 1955, además en esta temporada fue la primera en quitar puntos por llegada tarde de los equipos al campo de juego tal como paso en el encuentro de vuelta entre Patria y LDU(G).
El Barcelona se coronó como campeón por segunda vez campeón, mientras que el Emelec obtendría su cuarto subcampeonato. 

## Formato del Torneo
El campeonato de Guayaquil se jugara con el formato de 2 etapas y será de la siguiente manera:
Primera Etapa
En la Primera Etapa se jugaran un todos contra todos en encuentros de ida y vuelta los 4 primeros equipos logran clasificarse al cuadrangular final para definir al campeón de la temporada y clasificaran para el Campeonato Ecuatoriano de Fútbol 1961 y en el caso del descenso será el equipo con menor puntaje obtenido en toda la temporada.
Segunda Etapa(Cuadrangular final)
Se jugaría un cuadrangular con los 4 equipos clasificados en la 1ª fase en encuentros de ida, el equipo que haya obtenido la mayor cantidad de puntos se el nuevo campeón en caso de igualdad en puntos se definirá una final en doble partido además tendrá el mérito especial de este sistema fue que los equipos acumularon para la segunda el puntaje obteniendo en la primera etapa.

## Equipos
| Equipo        | Ciudad    | Estadio         | Capacidad |
| ------------- | --------- | --------------- | --------- |
| Barcelona     | Guayaquil | Alberto Spencer | 42.000    |
| Emelec        | Guayaquil | Alberto Spencer | 42.000    |
| Panamá S.C.   | Guayaquil | Alberto Spencer | 42.000    |
| Patria        | Guayaquil | Alberto Spencer | 42.000    |
| 9 de Octubre  | Guayaquil | Alberto Spencer | 42.000    |
| LDU           | Guayaquil | Alberto Spencer | 42.000    |
| Norte América | Guayaquil | Alberto Spencer | 42.000    |
| Everest       | Guayaquil | Alberto Spencer | 42.000    |

## Primera Etapa

### Partidos y resultados
| Fecha 1      | Fecha 1   | Fecha 1          |
| Equipo Local | Resultado | Equipo Visitante |
| ------------ | --------- | ---------------- |
| Barcelona    | 1-0       | 9 de Octubre     |
| Panamá       | 2-3       | Norteamérica     |
| Emelec       | 5-0       | LDU(G)           |
| Patria       | 1-2       | Everest          |

| Fecha 2      | Fecha 2   | Fecha 2          |
| Equipo Local | Resultado | Equipo Visitante |
| ------------ | --------- | ---------------- |
| Emelec       | 0-1       | Barcelona        |
| Everest      | 1-0       | Norteamérica     |
| Patria       | 6-1       | Panamá           |
| 9 de Octubre | 1-1       | LDU(G)           |

| Fecha 3      | Fecha 3   | Fecha 3          |
| Equipo Local | Resultado | Equipo Visitante |
| ------------ | --------- | ---------------- |
| Everest      | 1-1       | Barcelona        |
| Patria       | 1-2       | Norteamérica     |
| Panamá       | 0-0       | LDU(G)           |
| Emelec       | 1-1       | 9 de Octubre     |

| Fecha 4      | Fecha 4   | Fecha 4          |
| Equipo Local | Resultado | Equipo Visitante |
| ------------ | --------- | ---------------- |
| Patria       | 3-1       | Barcelona        |
| 9 de Octubre | 0-1       | Norteamérica     |
| Everest      | 3-3       | LDU(G)           |
| Panamá       | 0-3       | Emelec           |

| Fecha 5      | Fecha 5   | Fecha 5          |
| Equipo Local | Resultado | Equipo Visitante |
| ------------ | --------- | ---------------- |
| Barcelona    | 1-0       | Norteamérica     |
| Patria       | 2-2       | LDU(G)           |
| Everest      | 1-2       | Emelec           |
| 9 de Octubre | 1-1       | Panamá           |

| Fecha 6      | Fecha 6   | Fecha 6          |
| Equipo Local | Resultado | Equipo Visitante |
| ------------ | --------- | ---------------- |
| Emelec       | 0-3       | Patria           |
| Panamá       | 1-2       | Barcelona        |
| Everest      | 3-0       | 9 de Octubre     |
| LDU(G)       | 3-0       | Norteamérica     |

| Fecha 7      | Fecha 7   | Fecha 7          |
| Equipo Local | Resultado | Equipo Visitante |
| ------------ | --------- | ---------------- |
| Barcelona    | 2-0       | LDU(G)           |
| 9 de Octubre | 2-0       | Patria           |
| Norteamérica | 1-3       | Emelec           |
| Everest      | 1-0       | Panamá           |

| Fecha 8      | Fecha 8   | Fecha 8          |
| Equipo Local | Resultado | Equipo Visitante |
| ------------ | --------- | ---------------- |
| LDU(G)       | 2-2       | Emelec           |
| 9 de Octubre | 0-3       | Barcelona        |
| Norteamérica | 5-2       | Panamá           |
| Everest      | 1-1       | Patria           |

| Fecha 9      | Fecha 9   | Fecha 9          |
| Equipo Local | Resultado | Equipo Visitante |
| ------------ | --------- | ---------------- |
| Barcelona    | 0-2       | Emelec           |
| Norteamérica | 1-0       | Everest          |
| Panamá       | 2-7       | Patria           |
| LDU(G)       | 1-0       | 9 de Octubre     |

| Fecha 10     | Fecha 10  | Fecha 10         |
| Equipo Local | Resultado | Equipo Visitante |
| ------------ | --------- | ---------------- |
| Barcelona    | 1-1       | Everest          |
| Norteamérica | 3-3       | Patria           |
| 9 de Octubre | 2-2       | Emelec           |
| LDU(G)       | 1-4       | Panamá           |

| Fecha 11     | Fecha 11  | Fecha 11         |
| Equipo Local | Resultado | Equipo Visitante |
| ------------ | --------- | ---------------- |
| Barcelona    | 2-2       | Patria           |
| Emelec       | 4-0       | Panamá           |
| Norteamérica | 1-2       | 9 de Octubre     |
| LDU(G)       | 1-4       | Eveerest         |

| Fecha 12     | Fecha 12  | Fecha 12         |
| Equipo Local | Resultado | Equipo Visitante |
| ------------ | --------- | ---------------- |
| Barcelona    | 4-1       | Panamá           |
| Norteamérica | 2-1       | LDU(G)           |
| Patria       | 0-0       | Emelec           |
| 9 de Octubre | 1-2       | Everest          |

| Fecha 13     | Fecha 13  | Fecha 13         |
| Equipo Local | Resultado | Equipo Visitante |
| ------------ | --------- | ---------------- |
| Norteamérica | 0-3       | Barcelona        |
| LDU(G)       | 2-2       | Patria           |
| Panamá       | 1-3       | 9 de Octubre     |
| Everest      | 1-1       | Emelec           |

| Fecha 14     | Fecha 14  | Fecha 14         |
| Equipo Local | Resultado | Equipo Visitante |
| ------------ | --------- | ---------------- |
| Emelec       | 3-1       | Norteamérica     |
| LDU(G)       | 2-3       | Barcelona        |
| 9 de Octubre | 1-3       | Patria           |
| Panamá       | 1-1       | Everest          |

### Tabla de posiciones
| Pos | Equipo        | Pts | PJ | PG | PE | PP | GF | GC | Dif |
| --- | ------------- | --- | -- | -- | -- | -- | -- | -- | --- |
| 1º  | Barcelona     | 22  | 14 | 9  | 3  | 2  | 25 | 13 | +12 |
| 2º  | Emelec        | 19  | 14 | 7  | 5  | 2  | 28 | 13 | +15 |
| 3º  | Patria        | 18  | 14 | 6  | 6  | 2  | 34 | 21 | +13 |
| 4º  | Everest       | 18  | 14 | 6  | 6  | 2  | 23 | 15 | +8  |
| 5º  | Norte América | 13  | 14 | 6  | 1  | 7  | 20 | 23 | -3  |
| 6º  | 9 de Octubre  | 10  | 14 | 3  | 4  | 7  | 15 | 21 | -6  |
| 7º  | LDU           | 9   | 14 | 2  | 6  | 6  | 19 | 30 | -11 |
| 8º  | Panamá S.C.   | 5   | 14 | 1  | 3  | 10 | 16 | 41 | -25 |

 Pts=Puntos; PJ=Partidos jugados; G=Partidos ganados; E=Partidos empatados; P=Partidos perdidos; GF=Goles a favor; GC=Goles en contra; Dif=Diferencia de gol
|  | Clasificado al Cuadrangular Final y para el Campeonato Ecuatoriano de Fútbol 1961. |
|  | Descendió a Serie B.                                                               |

## Cuadrangular Final
Para definir al campeón de la edición de 1963 se jugaría a una sola vuelta es decir solamente los encuentros de ida en el caso del puntaje se lo haría por medio de la sumatoria de ambas etapas tanto de la fase regular como el pentagonal de ahí saldría el campeón del torneo y los demás equipos para el Campeonato Ecuatoriano de Fútbol 1961.

### Partidos y resultados
| Fecha 1      | Fecha 1   | Fecha 1          |
| Equipo Local | Resultado | Equipo Visitante |
| ------------ | --------- | ---------------- |
| Barcelona    | 1-0       | Everest          |
| Emelec       | 3-0       | Patria           |

| Fecha 2      | Fecha 2   | Fecha 2          |
| Equipo Local | Resultado | Equipo Visitante |
| ------------ | --------- | ---------------- |
| Barcelona    | 3-2       | Emelec           |
| Patria       | 4-1       | Everest          |

| Fecha 3      | Fecha 3   | Fecha 3          |
| Equipo Local | Resultado | Equipo Visitante |
| ------------ | --------- | ---------------- |
| Barcelona    | 2-2       | Patria           |
| Emelec       | 2-0       | Everest          |

#### Tabla de posiciones
| Pos | Equipo    | Pts | PJ | PG | PE | PP | GF | GC | Dif |
| --- | --------- | --- | -- | -- | -- | -- | -- | -- | --- |
| 1º  | Barcelona | 26  | 17 | 11 | 4  | 2  | 31 | 17 | +14 |
| 2º  | Emelec    | 23  | 17 | 9  | 5  | 3  | 35 | 16 | +19 |
| 3º  | Patria    | 19  | 17 | 6  | 7  | 4  | 40 | 27 | +13 |
| 4º  | Everest   | 18  | 17 | 6  | 6  | 5  | 23 | 21 | +2  |

 Pts=Puntos; PJ=Partidos jugados; G=Partidos ganados; E=Partidos empatados; P=Partidos perdidos; GF=Goles a favor; GC=Goles en contra; Dif=Diferencia de gol; PB=Puntos de Bonificación
|  | Campeón, clasificó al Campeonato Ecuatoriano de Fútbol 1961.    |
|  | Subcampeón, clasificó al Campeonato Ecuatoriano de Fútbol 1961. |
|  | Clasificó al Campeonato Ecuatoriano de Fútbol 1961.             |

### Campeón
|                       |
| Barcelona 2.do Título |